# حرب الثمانين عاما 1621 – 1648
شكلت السنوات ما بين 1621-1648 المرحلة الأخيرة من حرب الثمانين عامًا (حوالي 1568-1648) بين الإمبراطورية الإسبانية وجمهورية هولندا. بدأت الحرب عند انتهاء هدنة الاثني عشر عامًا (1609-1621)، وانتهت بتوقيع معاهدة سلام مونستر في عام 1648.
على الرغم من تورط كل من الهولنديين والإسبان في طرفي نقيض من حرب خلافة يوليش (يونيو عام 1609 – أكتوبر عام 1610؛ مايو-أكتوبر عام 1614) في دوقيات يوليش كليفه برغ المتحدة، لكنهم تجنبوا بحذر التورط فيما بينهم، وبالتالي لم تحدث أية أعمال عدائية أخرى في هابسبورغ في هولندا، مع الالتزام بشروط الهدنة. ومع ذلك، فشلت أيضًا محاولات التفاوض على معاهدة سلام نهائي واستؤنفت الحرب مثلما كان متوقعًا في عام 1621. في الأساس، أصبحت الحرب مسرحًا جانبيًا لحرب الثلاثين عامًا الأوسع نطاقًا، والتي اندلعت بالفعل مع نشوب الثورة البوهيمية في عام 1618 في الأجزاء الشرقية من الإمبراطورية الرومانية المقدسة (بوهيميا والنمسا)، ما أدى إلى تحريض الاتحاد البروتستانتي في أوروبا الوسطى ضد الرابطة الكاثوليكية على الرغم من عدم اندماج الصراعان بالكامل. مع العديد من عمليات الكرّ والفرّ- على وجه الخصوص، حين غزا الإسبان بريدا عام 1625 حتى استعادها الهولنديين عام 1637 - تمكنت جمهورية هولندا من غزو الحصون الحدودية الشرقية لأولدنزال (عام 1626) وغروينلو (عام 1627) والمدينة الرئيسية في برابانتيان في هيرتوغنبوش (عام 1629)، بالإضافة إلى المدن المحصنة فينلو ورورموند وماستريخت على طول نهر ميوز (عام 1632) وساس فان جينت (عام 1644) وهولست (عام 1645) في فلاندرز الزيلندية.
على الرغم من ذلك، لم تسفر محادثات السلام التي جرت بين عامي 1629-1630 عن أي نتيجة، ولم تؤت الخطط الطموحة لغزو بروكسل بين عامي 1632-1633 بمساعدة النبلاء المعادين لإسبانيا في جنوب هولندا ثمارها أبدًا، إلى جانب أنه تم تجنّب العديد من محاولات الهجوم التابعة للجمهورية الشمالية وأيضًا حصار أنتويرب من قِبَل الجيش المَلَكي الإسباني لفلاندرز. لم يجلب التحالف الفرنسي-الهولندي لعام 1635 أي تغييرات كبيرة في الوضع على الأرض، لا سيما بعد الفظائع التي ارتكبت أثناء اعتداء تينين، والتي جاءت بنتائج عكسية تمامًا إذ كلفتهم حتى تعاطف السكان الجنوبيين. ومع ذلك، أدى التدخل الفرنسي والاستياء الداخلي من تكاليف الحرب في البلدان المنخفضة إلى تغيير في سياسة إسبانيا «هولندا أولًا» والتركيز على قمع الثورة الكتالانية المدعومة من فرنسا. بالإضافة إلى الإرهاق العسكري الإسباني والرغبة الهولندية في الاعتراف السياسي الرسمي، في نهاية المطاف اقتنع كلا الجانبين في منتصف أربعينيات القرن السادس عشر بإجراء محادثات سلام. كانت النتيجة توقيع صلح مونستر في عام 1648، الذي أكد معظم الاتفاقات التي تم التوصل إليها بالفعل مع هدنة عام 1609.

## الخلفية
لم يكن لدى فان أولدنبارنفلت أي طموح في أن تصبح الجمهورية القوة الرائدة في أوروبا البروتستانتية، وقد أظهر ضبط النفس المثير للإعجاب بعد تهديد الجمهورية بين أعوام 1609-1610 و 1614 بتقييدها بالتدخل العسكري في حرب خلافة يوليش ضد إسبانيا. على الرغم من وجود خطر نشوب صراع مسلح بين القوات الإسبانية والهولندية المتورطة في الأزمة بالفعل، إلا أن كلا الجانبين حرص على تجنب الاصطدام واحترام مجالات نفوذ بعضهما البعض.
استمرت المفاوضات من أجل معاهدة سلام دائم طوال فترة الهدنة. لكن تعذّر حلّ مسألتين رئيسيتين. أولًا، قوبل الطلب الإسباني على الحرية الدينية للكاثوليك في الجمهورية الهولندية بمطالبة هولندية بحرية دينية مماثلة للبروتستانت في جنوب هولندا. ثانيًا، كان ثمّة خلاف متزايد حول طرق التجارة إلى المستعمرات المختلفة (في الشرق الأقصى والأمريكتين). استخدم الهولنديون أسطولهم البحري لتوسيع طرقهم التجارية الاستعمارية على حساب إسبانيا (إذ كان التركيز بشكل أساسي على الاستيلاء على ممتلكات فيليب البرتغالية «الحرب البرتغالية الهولندية» لأن البرتغال رفضت توقيع الهدنة). نيابةً عن الأرشيدوق النمساوي، قام الدبلوماسي البرابانتي بيتروس بيكيوس الأصغر بمحاولة أخيرة للتفاوض على تجديد الهدنة في مارس عام 1621 في لاهاي. خاطب بيكوس الدول العامة في 23 مارس عام 1621 مقترحًا السماح لجمهورية هولندي بإدارة شؤونها الخاصة مقابل الاعتراف الاسمي بسيادة ملك إسبانيا. لم يلق هذا الاقتراح استحسانًا من قِبَل مضيفيه وتم إعادته مع الرفض الكامل. استُأنفت الحرب مرة أخرى - وبشكل حاسم، معرضة لخطر الاندماج الكامل مع حرب الثلاثين عامًا الأوسع التي اندلعت بالفعل في عام 1618.